# Корнилов, Дмитрий Петрович
Дмитрий Петрович Корнилов (1909—1989) — советский учёный, кандидат сельскохозяйственных наук.
Вёл научные работы по рациональным приемам окультуривания почвы на раскорчевках и освоению таёжных земель под пашни. По этим темам им опубликованы три монографии, а также более 80 научных статей (по различным вопросам агрономии). В последние своей деятельности разработал научную тему «Испытание новых кормовых культур на урожай зелёной массы при орошении в условиях Центральной Якутии».

## Биография
Родился 22 ноября (по другим данным 22 сентября) 1909 года в Кыллахском наслеге Олекминского улуса в крестьянской семье.
После школы поступил в Омский институт зерновых культур (ныне Омский государственный аграрный университет имени П. А. Столыпина), окончив который по специальности «агроном-механизатор зернового производства», в течение десяти лет — до 1942 года, трудился старшим агрономом Нюрбинской и Чурапчинской машинно-тракторных станций, был главным агрономом Мегино-Кангаласского и Намского райсельхозотделов, а также работал старшим преподавателем средней колхозной школы.
С февраля 1942 по май 1943 года Дмитрий Корнилов служил в Красной армии командиром пехотной роты в 91-м запасном стрелковом полку 41-й запасной стрелковой бригады Забайкальского военного округа, позже — начальником 4-й части Чурапчинского областного райвоенкомата.
Демобилизовавшись, год проработал директором Амгинской машинно-тракторной станции и главным агрономом Намского районного отдела сельского хозяйства. Затем поступил в аспирантуру при Московской сельскохозяйственной академии им. К. А. Тимирязева. В 1952 году защитил кандидатскую диссертацию на тему «Разработка мероприятий по повышению плодородия почв в целях получения высоких урожаев зерновых культур и картофеля в основных земледельческих районах Якутии». После защиты был направлен в Якутский филиал Сибирского отделения Академии наук СССР, где работал младшим научным сотрудником. Затем работал старшим преподавателем кафедры ботаники Якутского государственного педагогического института (ныне Северо-Восточный федеральный университет имени М. К. Аммосова), главным агрономом в Мегино-Кангаласской МТС, старшим научным сотрудником Якутской животноводческой опытной станции, а со дня организации Якутского научно-исследовательского института сельского хозяйства (ЯНИИСХ) — заведующим агрохимической лабораторией и отделом земледелия, а с 1964 года — заведующим отделом семеноводства.
Кроме научной Дмитрий Петрович занимался общественной деятельностью — был секретарем парторганизации ЯНИИСХ, председателем Покровского отделения общества «Знание», руководителем кружка марксистско-ленинской философии и внештатным пропагандистом Орджоникидзевского и Намского районов.
Награждён многими медалями, в числе которых «За победу над Германией в Великой Отечественной войне 1941—1945 гг.». Удостоен званий «Заслуженный агроном РСФСР» и «Заслуженный агроном Якутской АССР». Имя Дмитрия Петровича Корнилова занесено в «Книгу Почета» Министерства сельского хозяйства республики.
Умер в 1989 году в Якутске.
100-летие со дня рождения ученого-земледельца в сентябре 2009 года было отмечено научной общественностью Якутии.